# Francia en los Juegos Paralímpicos de Vancouver 2010
Francia estuvo representada en los Juegos Paralímpicos de Vancouver 2010 por un total de 21 deportistas, 17 hombres y cuatro mujeres.

## Medallistas
El equipo paralímpico francés obtuvo las siguientes medallas:
| Nombre                  | Deporte      | Evento                                     |
| ----------------------- | ------------ | ------------------------------------------ |
| Oro                     |              |                                            |
| Nicolas Bérejny         | Esquí alpino | Supergigante discapacidad visual masculino |
| Plata                   |              |                                            |
| Solène Jambaqué         | Esquí alpino | Descenso de pie femenino                   |
| Solène Jambaqué         | Esquí alpino | Supercombinada de pie femenino             |
| Vincent Gauthier-Manuel | Esquí alpino | Supergigante de pie masculino              |
| Vincent Gauthier-Manuel | Esquí alpino | Supercombinada de pie masculino            |
| Bronce                  |              |                                            |
| Vincent Gauthier-Manuel | Esquí alpino | Eslalon gigante de pie masculino           |